# Šerm

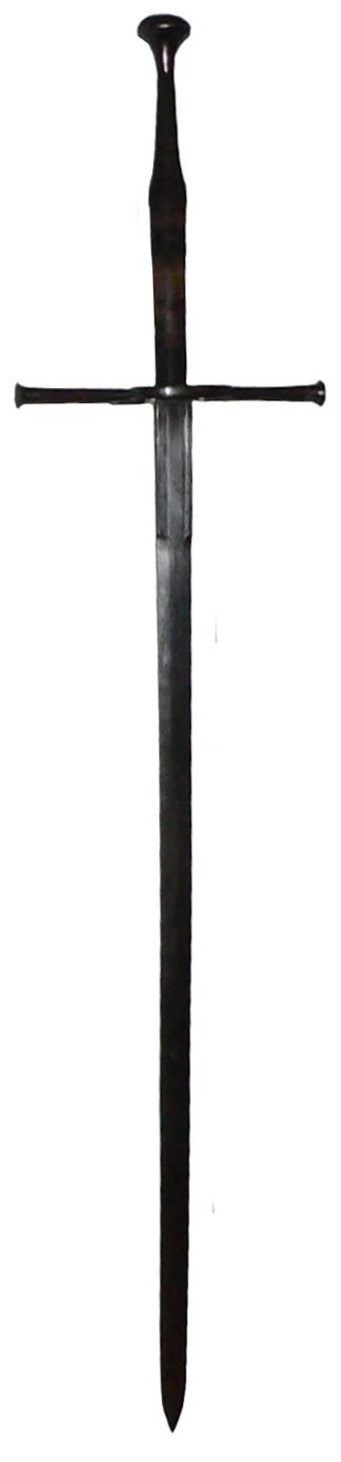
Švýcarský dlouhý meč, asi konec 15. století

Šerm je technika boje chladnou zbraní sečnou či bodnou proti jednomu či více protivníkům, kteří mají také nějakou zbraň při pěším či jízdním souboji.[zdroj?]

## Historie a současnost
Historie šermu počíná už ve starověku, v průběhu staletí s postupným technologickým pokrokem. Šerm se vyvíjel v různých zemích jinak a vypracovalo se několik různorodých technik. Mezi největší hybatele šermu na světě patří na prvním místě Evropa a následně Japonsko, Čína a další země, kde se v boji používaly meče. Z původního boje se postupně vypracovaly i moderní sportovní disciplíny. Z evropského stylu boje vznikl sportovní šerm, nazývaný jen obecným slovem šerm. V Japonsku to je především iaidó, které zahrnuje různé druhy japonského šermu, a dále kendó, které je japonským bojovým uměním s mečem a zároveň sportovně bojovou disciplínou. Hlavně v Japonsku se pak původní boj s mečem transformoval do různých bojových umění. Z evropské techniky šermu se nejvíce prosazuje právě sportovní šerm, který je primárně sportovní disciplínou. Kromě toho různé spolky udržují tradici šermu v podobě historického šermu či sportovně bojové disciplíny, jako např. HEMA (Historical European martial arts), která se věnuje rekonstrukci šermu dle dochovaných rukopisů a pořádání soutěží, anebo HMB (Historical medieval battles) – plnokontaktní boj, ve kterém se pořádá mistrovství světa pod zkratkou BotN (Battle of the Nations). K dalším formám šermu moderní doby patří boj s dřevěným mečem v rámci většinou fantasy prostředí – tzv. dřevárny.